# Embelia pacifica
Embelia pacifica là một loài thực vật có hoa trong họ Anh thảo. Loài này được Hillebr. mô tả khoa học đầu tiên năm 1888.